# 傑夫·威廉姆斯
傑夫·威廉姆斯（英語：Jeff Williams，1963年—），是蘋果公司執行長提姆·庫克手下的首席運營官，自2015年12月起擔任該職位。

## 生平
威廉姆斯在1998年加入蘋果公司，擔任全球採購主管，並於2004年晉升為運營副總裁。在2007年，他在蘋果推出iPhone進入手機市場的過程中扮演了重要角色，從那時起一直領導iPod和iPhone的全球運營。在加入Apple之前，威廉姆斯在IBM工作，時間從1985年到1998年，擔任多個運營和工程職位。他擁有北卡羅來納州立大學的機械工程學士學位和杜克大學的工商管理碩士學位。威廉姆斯就讀於北卡羅來納州羅利市的傑西·奧·桑德森高中。
他在2015年12月17日晉升為首席運營官。2019年6月27日，當設計師強尼·艾夫離開Apple並成立一家以Apple為客戶的獨立設計公司時，值得注意的是，設計團隊負責人工業設計副總裁Evans Hankey和副總裁Alan Dye人機界面設計的工作將向傑夫·威廉士。